# Холтгаст
Холтгаст (њем. Holtgast) општина је у њемачкој савезној држави Доња Саксонија. Једно је од 19 општинских средишта округа Витмунд. Према процјени из 2010. у општини је живјело 1.786 становника. Посједује регионалну шифру (AGS) 3462006.

## Географски и демографски подаци
Холтгаст се налази у савезној држави Доња Саксонија у округу Витмунд. Општина се налази на надморској висини од 2 метра. Површина општине износи 24,0 km². У самом мјесту је, према процјени из 2010. године, живјело 1.786 становника. Просјечна густина становништва износи 74 становника/km².